# Roxy & Elsewhere
Roxy & Elsewhere är ett dubbelt livealbum med Frank Zappa & the Mothers of Invention, utgivet 1974. Huvuddelen är inspelad live på konsertlokalen Roxy i Hollywood, Los Angeles, 10, 11 och 12 december 1973. Vissa studiopålägg gjordes på dessa inspelningar innan skivan gavs ut. Kompletteringar har gjorts från konserter i Chicago och Pennsylvania under våren 1974. Albumet ger en god provkarta av Frank Zappas musik vid denna tid: Rock, jazz och experimentellt framförs med humor.

## Låtlista
Sida ett
1. "Preamble" - 1:24
2. "Penguin in Bondage" - 5:24
3. "Pygmy Twylyte" - 3:22
4. "Dummy Up" - 5:03

Sida två
1. "Preamble" - 0:54
2. "Village of the Sun" - 3:24
3. "Echidna's Art (Of You)" - 3:54
4. "Don't You Ever Wash That Thing?" - 9:47

Sida tre
1. "Preamble" - 2:10
2. "Cheepnis" - 4:22
3. "Son of Orange County" - 5:55
4. "More Trouble Every Day" - 6:08

Sida fyra
1. "Preamble" - 1:25
2. "Be-Bop Tango (Of The Old Jazzmen's Church)" - 15:23

## Medverkande musiker
- Frank Zappa - gitarr, sång
- George Duke, keyboards, sång
- Tom Fowler - bas
- Ruth Underwood - slagverk
- Jeff Simmons - gitarr, sång
- Don Preston - synt
- Bruce Fowler - trombon
- Walt Fowler - trumpet
- Napoleon Murphy Brock - tenorsax, flöjt, sång
- Ralph Humphrey - trummor
- Chester Thompson - trummor

## Listplaceringar
| Lista (1974) | Position           |
| ------------ | ------------------ |
| Danmark      | 10 (DR "Top 20")   |
| Finland      | 28                 |
| Kanada       | 57 (RPM)           |
| Norge        | 6 (VG-lista)       |
| Sverige      | 4 (Kvällstoppen)   |
| USA          | 27 (Billboard 200) |